# Отчий поріг
«Отчий поріг» — щомісячник Чернігівського земляцтва в Києві. Виходить з 2002 року. Поточний наклад 1000 прим.
У квітні 2010 вийшов сотий номер, ювілейний двохсотий номер був у серпні 2018 року, а з січня місяця 2021 року видання номерів газети перейшло в електронний формат.

## Вміст
Анатолій ГОРЛОВ, головний редактор газети Верховної Ради України «Голос України»:

| Газета регулярно друкує хроніку численних цікавих заходів земляцтва, сповіщає про багатогранні доброчинні справи, які проводять його члени у рідних селах і містах. Ваша газета регулярно друкує розповіді про славних вихідців з Сіверського краю, краєзнавчі матеріали, вірші й інші творчі доробки земляків, як відомих майстрів слова, так і початківців, постійно вітає із ювілеями й визначними датами членів товариства. Шпальти вашої газети – це місце для спілкування земляків, обміну думками про радісне й наболіле, їх діалогу. Газета значною мірою сприяє розбудові передусім вашого земляцтва, яке є найбільшим, найактивнішим, і земляцького руху в Україні в цілому. Вона дає можливість читачам заглиблюватися в історію своєї священної землі, дізнаватися про сучасні новини й найважливіші події, що відбуваються на їхній малій батьківщині, писати її нові славні сторінки. |

## Ключові люди
- Шеф-редактор: Віктор Ткаченко
- Головний редактор: Леонід Горлач

Редакційна рада:
В. В. Ткаченко, Л. Н. Горлач (Коваленко), А. Л. Курданов, Т. А. Літошко, П. І. Медвідь, В. Ф. Демченко, О. Ф. Орєхович, С. М. Кудін, Н. Т. Кольцова, Л. В. Орішко.

## Реквізити
Газета зареєстрована Державним комітетом інформаційної політики, телебачення та радіомовлення України 06.XI.2001 р., Реєстраційне свідоцтво: серія КВ № 5594. Передплатний індекс 37630

## Вільне використання
1 серпня 2023 був наданий дозвіл на вільне використання газети.